# Curcuris
Curcuris es una localidad italiana de la provincia de Oristán, región de Cerdeña,  con 317 habitantes.

## Evolución demográfica
| Gráfica de evolución demográfica de Curcuris entre 1861 y 2001 |
|                                                                |
| Fuente ISTAT - elaboración gráfica de Wikipedia                |